# Морис (окръг, Канзас)
Вижте пояснителната страница за други значения на Морис.
Окръг Морис (на английски: Morris County) е окръг в щата Канзас, Съединени американски щати. Площта му е 1821 km², а населението - 6049 души. Административен център е град Каунсъл Гроув.